# NGC 5406
NGC 5406 (другие обозначения — UGC 8925, MCG 7-29-31, ZWG 219.38, IRAS13582+3909, PGC 49847) — спиральная галактика с перемычкой в созвездии Гончие Псы.
Этот объект входит в число перечисленных в оригинальной редакции «Нового общего каталога».
В галактике вспыхнула сверхновая SN 1977B. Её пиковая видимая звёздная величина составила 14.